# Келлер, Фердинанд (археолог)
Фердинанд Ке́ллер (нем. Ferdinand Keller; 24 декабря 1800, Мартален — 21 июля 1881, Цюрих) — швейцарский археолог.
Был учителем промышленной школы в Цюрихе, приобрёл громкую известность открытием в 1853 свайных построек, о которых напечатал ряд ценных исследований в «Mitteilungen der Antiquarischen Gesellschaft» (т. 9—20, Цюрих, 1854—1879). В том же издании, а также в «Anzeiger für Schweiz. Geschichte und Altertumskunde» (Цюрих, 1855—1868) и в «Anzeiger für Schweiz. Altertumskunde» (Цюрих, 1868), появились многочисленные исследования Келлера по истории Швейцарии в гельвето-римскую эпоху и ранний период средних веков.
Другие труды Келлера: «Bauriss des Klosters St. Gallen von 820» (Цюрих, 1844), «Archäolog. Karte der Ostschweiz» (Цюрих, 1874).